# Confederación Europea de Tiro
La Confederación Europea de Tiro (en inglés, European Shooting Confederation, ESC) es la organización que rige el tiro deportivo a nivel europeo y es la encargada de celebrar periódicamente competiciones y eventos en cada una de sus disciplinas. Es una de las cinco organizaciones continentales que conforman la Federación Internacional de Tiro Deportivo.
Fue fundada en 1969 en Pilsen (antigua Checoslovaquia, hoy parte de la República Checa) y tiene desde 2009 su sede en Moscú (Rusia). Cuenta con la afiliación de 56 federaciones nacionales. El presidente en funciones, desde el año 2009, es Vladimir Lisin de Rusia.

## Historia
El 18 de agosto de 1969 representantes de veintitrés federaciones nacionales fundaron en Pilsen (Checoslovaquia) la ESC.

## Eventos
Los principales eventos competitivos que la ESC organiza periódicamente son:
- Campeonato Europeo de Tiro – bianual (años pares), incluye todas las pruebas de precisión, a excepción de las de 10 m
- Campeonato Europeo de Tiro en 10 m – anual
- Campeonato Europeo de Tiro al Plato – anual (años pares en el marco del Campeonato Europeo general y años impares como evento independiente)

## Organización
La estructura jerárquica de la federación está conformada por el presidente y los vicepresidentes, la asamblea General (efectuado cada dos años), el Comité Ejecutivo, el Consejo y los Comités Técnicos.

### Presidentes
| N.º | Periodo     | Nombre            | País    |
| --- | ----------- | ----------------- | ------- |
| 1   | 1969 – 1989 | Gavrila Barani    | Rumania |
| 2   | 1989 – 1993 | Björn Schullström | Suecia  |
| 3   | 1993 – 2001 | Gianpiero Armani  | Italia  |
| 4   | 2001 – 2009 | Unni Nicolaysen   | Noruega |
| 5   | 2009 –      | Vladimir Lisin    | Rusia   |

### Federaciones nacionales
En 2011 la ESC cuenta con la afiliación de 49 federaciones nacionales.
| N.º | País                 | Federación                                                    | Página web                                                |
| --- | -------------------- | ------------------------------------------------------------- | --------------------------------------------------------- |
| 1   | Albania              | Federación Albanesa de Tiro Deportivo                         |                                                           |
| 2   | Alemania             | Deutscher Schützenbund                                        |                                                           |
| 3   | Andorra              | Federació Andorrana de Tir                                    |                                                           |
| 4   | Armenia              | Federación Armenia de Tiro                                    |                                                           |
| 5   | Austria              | Österreichischer Schützenbund                                 |                                                           |
| 6   | Azerbaiyán           | Federación Azerbaiyana de Tiro                                |                                                           |
| 7   | Bélgica              | Real Federación Belga de Tiro                                 | ,                                                         |
| 8   | Bielorrusia          | Unión Bielorrusa de Tiro                                      | Archivado el 12 de septiembre de 2017 en Wayback Machine. |
| 9   | Bosnia y Herzegovina | Federación de Tiro de Bosnia y Herzegovina                    |                                                           |
| 10  | Bulgaria             | Federación Búlgara de Tiro                                    |                                                           |
| 11  | Chipre               | Federación Chipriota de Tiro Deportivo                        |                                                           |
| 12  | Croacia              | Hrvatski streljački savez                                     |                                                           |
| 13  | Dinamarca            | Dansk Skytte Union                                            |                                                           |
| 14  | Eslovaquia           | Slovenský strelecký zväz                                      |                                                           |
| 15  | Eslovenia            | Strelska zveza Slovenije                                      |                                                           |
| 16  | España               | Real Federación Española de Tiro Olímpico                     |                                                           |
| 17  | Estonia              | Eesti Laskurliit                                              |                                                           |
| 18  | Finlandia            | Suomen Ampumaurheiluliitto                                    |                                                           |
| 19  | Francia              | Fédération Française de Tir                                   |                                                           |
| 20  | Georgia              | Federación de Tiro de Georgia                                 |                                                           |
| 21  | Grecia               | Federación Helénica de Tiro                                   |                                                           |
| 22  | Hungría              | Magyar Sportlövők Szövetsége                                  |                                                           |
| 23  | Irlanda              | Target Shooting Ireland                                       |                                                           |
| 24  | Islandia             | Skotíþróttasamband Íslands                                    |                                                           |
| 25  | Israel               | Federación de Tiro de Israel                                  |                                                           |
| 26  | Italia               | Unione Italiana Tiro a Segno Federazione Italiana Tiro a Volo | Archivado el 21 de noviembre de 2017 en Wayback Machine.  |
| 27  | Letonia              | Latvijas šaušanas federācija                                  |                                                           |
| 28  | Liechtenstein        | Verband Liechtensteiner Schützenvereine                       |                                                           |
| 29  | Lituania             | Lietuvos šaudymo sporto sąjunga                               |                                                           |
| 30  | Luxemburgo           | Fédération Luxembourgeoise de Tir aux Armes Sportives         |                                                           |
| 31  | Macedonia del Norte  | Federación Macedonia de Tiro Deportivo                        |                                                           |
| 32  | Malta                | Federación Maltesa de Tiro Deportivo                          |                                                           |
| 33  | Moldavia             | Federación Moldava de Tiro                                    |                                                           |
| 34  | Mónaco               | Fédération Monégasque de Tir                                  |                                                           |
| 35  | Montenegro           | Federación de Tiro de Montenegro                              |                                                           |
| 36  | Noruega              | Norges Skytterforbund                                         |                                                           |
| 37  | Países Bajos         | Koninklijke Nederlandse Schutters Associatie                  |                                                           |
| 38  | Polonia              | Polski Związek Strzelectwa Sportowego                         |                                                           |
| 39  | Portugal             | Federação Portuguesa de Tiro                                  |                                                           |
| 40  | República Checa      | Český střelecký svaz                                          |                                                           |
| 41  | Reino Unido          | British Shooting                                              |                                                           |
| 42  | Rumania              | Federaţia Română de Tir Sportiv                               |                                                           |
| 43  | Rusia                | Unión Rusa de Tiro                                            |                                                           |
| 44  | San Marino           | Federazione Sammarinese Tiro a Segno                          |                                                           |
| 45  | Serbia               | Streljački savez Srbije                                       |                                                           |
| 46  | Suecia               | Svenska Skyttesportförbundet                                  |                                                           |
| 47  | Suiza                | Federación Suiza de Tiro                                      |                                                           |
| 48  | Turquía              | Türkiye Atıcılık ve Avclık Federasyonu                        |                                                           |
| 49  | Ucrania              | Federación Ucraniana de Tiro                                  |                                                           |